# Colin Higgins
Colin Higgins (28. července 1941 Nouméa – 5. srpna 1988 Beverly Hills) byl americký herec, producent a zejména režisér a scenárista.

## Život a dílo
Narodil se v Noumée, hlavním městě Nové Kaledonie, francouzského ostrova v jižním Tichomoří. Jeho matkou byla Australanka, otcem Američan. Od roku 1946 se rodina přestěhovala do Sydney, později do Kalifornie a v roce 1950 zpět do Austrálie. Po maturitě se Higgins přestěhoval opět do USA a rok studoval na univerzitě ve Stanfordu, avšak studia zanechal. Jako dobrovolník vstoupil do armády a sloužil v Georgii. Po propuštění z armády v roce 1965 odjel do Paříže, kde půl roku studoval francouzštinu na Sorbonně. V roce 1967 se vrátil opět na Stanfordovu univerzitu a po promoci se zapsal na filmovou akademii v Los Angeles.
Závěrečnou diplomovou práci představoval dvacetiminutový scénář Harold a Maude, který zakoupila společnost Paramount a režisér Hal Ashby v roce 1971 natočil stejnojmenný film. V USA byl zpočátku kritikou i diváky přijat vlažně, ale uchytil se v zahraničí. Higgins poté napsal stejnojmenný román, který byl přeložen do šesti jazyků a v roce 1972 dostal nabídku z Francie na divadelní adaptaci příběhu. Režisér Jean-Luis Barrault s herečkou Madeleine Renaudovou hru uvedl v překladu Jeana-Clauda Carrièra v pařížském divadle Theatre Recamier v roce 1973 a o pět let později byla hra ve stejném překladu adaptována i pro televizi. V USA si film získával větší oblibu až v 80. letech, kdy byl uváděn v klubových a artových kinech.
Mezitím Higgins napsal a režíroval další filmy, např. Stříbrný blesk (Silver Streak, 1976), Podlá hra (Foul Play, 1978), Od devíti do pěti (Nine to Five, 1980), Nejlepší bordýlek v Texasu (The Best Little Whorehouse in Texas, 1982). Pracoval také pro televizi, v roce 1986 spolu s Shirley MacLainovou dokončil televizní minisérii Out on a Limb.
V roce 1986 Higgins založil nadaci Colin Higgins Foundation věnující se prevenci HIV/AIDS a podpoře práv gayů, leseb, bisexuálních a transgender lidí (LGBT). Zemřel 5. srpna 1988 v Beverly Hills a je pochován na hollywoodském hřbitově.
Americký filmový institut v roce 2000 uvedl Higginsův film Harold a Maude na 45. místě v žebříčku nejlepších amerických komedií, o dva roky později na 69. místě v žebříčku nejromantičtějších filmů století, v roce 2008 na 9. místě v žánru romantických komedií v žebříčku Ten Top Ten. Americký LGBT měsíčník Advocate v roce 2003 uvedl Higginse jako jednoho ze sedmi otevřených gay režisérů na žebříčku 250 nejvýdělečnějších amerických filmů všech dob (za film Nine to Five).